# (5000) IAU
(5000) IAU es un asteroide perteneciente al cinturón de asteroides descubierto por Eleanor Francis Helin el 23 de agosto de 1987 desde el observatorio del Monte Palomar, Estados Unidos.

## Designación y nombre
IAU recibió al principio la designación de 1987 QN7.
Más tarde, en 1991, se nombró con las iniciales de la Unión Astronómica Internacional.

## Características orbitales
IAU orbita a una distancia media de 2,536 ua del Sol, pudiendo acercarse hasta 1,86 ua y alejarse hasta 3,211 ua. Su excentricidad es 0,2663 y la inclinación orbital 6,273 grados. Emplea 1475 días en completar una órbita alrededor del Sol.

## Características físicas
La magnitud absoluta de IAU es 14,3.